# Niebieskie kołnierzyki (film)
Niebieskie kołnierzyki (org. Blue Collar) – amerykański dramat społeczno-kryminalny z 1978 roku w reż. Paula Schradera. 

## Opis fabuły
Jerry, Zeke, Smokey – to trzej kumple ciężko pracujący w fabryce samochodów. Pomimo to ledwo są w stanie związać koniec z końcem. Podczas  jednej z popijawek wpadają na pomysł włamania do siedziby lokalnego związku zawodowego i okradzenia jego sejfu. Cały plan okazuje się jednak być "niewypałem" – w sejfie nie znajdują spodziewanej gotówki. Ich łupem pada jednak pewien niebieski zeszyt. Jak wkrótce odkrywają, jest to rejestr nielegalnych transakcji finansowych prowadzonych przez związek. Postanawiają za pomocą szantażu, odsprzedać zeszyt związkowi. Jednak cała sprawa szybko zaczyna przerastać tych trzech prostych ludzi. Działacze związkowi, dzięki koneksjom z policją, wkrótce dowiadują się, kto stoi za włamaniem. Najbardziej niebezpiecznego dla nich – byłego kryminalistę i realistę Smokey'ego zabijają pozorując wypadek przy pracy. Ambitnego Zeke "kupują" lepszym stanowiskiem i podwyżką zarobku, za co ten oddaje im zeszyt. Trzeci z nich – Jerry, zastraszony decyduje się na współpracę z FBI.  

## Obsada aktorska
- Richard Pryor – Zeke
- Harvey Keitel – Jerry
- Yaphet Kotto – Smokey
- Ed Begley Jr. – Bobby Joe
- Harry Bellaver – Eddie Johnson
- Armond Horace – on sam
- George Memmoli – Jenkins
- Lucy Saroyan – Arlene Bartowski
- Lane Smith – Clarence Hill
- Cliff De Young – John Burrows
- Borah Silver – Dogshit Miller
- Chip Fields – Caroline Brown
- Harry Northup – Hank
- Tracey Walter – członek związku
- Denny Arnold – napastnik w domu Jerry'ego
- Rock Riddle – napastnik w domu Jerry'ego
- Stacey Baldwin – córka Jerry'ego
- Steve Butts – syn Jerry'ego
- Leonard Gaines – pracownik urzędu podatkowego

i inni. 

## Krytyka
Film spotkał się z bardzo dobrym przyjęciem krytyki. Czołowi amerykańscy krytycy filmowi: Roger Ebert i Gene Siskel wspólnie uznali obraz za jeden z najlepszych filmów amerykańskich roku 1978. Amerykański filmowiec Spike Lee umieścił film na swojej liście filmów, które muszą zobaczyć wszyscy aspirujący twórcy filmowi (Spike Lee’s List of Films All Aspiring Filmmakers Must See). W rankingu popularnego, filmowego serwisu internetowego Rotten Tomatoes obraz posiada obecnie (2024) wysoką 96-procentową pozytywną ocenę "czerwonych pomidorów". 